# Nana Mizuki Live Formula at Saitama Super Arena
NANA MIZUKI LIVE FORMULA at SAITAMA SUPER ARENA – szóste DVD koncertowe japońskiej piosenkarki Nany Mizuki, wydane 9 maja 2008. Nagrania z pierwszego i drugiego dysku pochodzą z koncertu NANA MIZUKI LIVE FORMULA 2007-2008, który odbył się 3 stycznia 2008 r. w Saitama Super Arena. Nagrania z trzeciego dysku z koncertów NANA MIZUKI LIVE FORMULA 2007-2008, które odbyły się 24 i 31 grudnia 2007 roku. Album osiągnął 1 pozycję w rankingu Oricon dla muzycznych DVD oraz 4 w ogólnym rankingu DVD.

## Lista utworów

### DISC-1
| Nr  | Tytuł                                        |
| --- | -------------------------------------------- |
| 1.  | "OPENING"                                    |
| 2.  | "Bring it on!"                               |
| 3.  | "SECRET AMBITION"                            |
| 4.  | "MC 1"                                       |
| 5.  | "First Calendar" (jap. ファーストカレンダー) |
| 6.  | "Freestyle" (jap. フリースタイル)            |
| 7.  | "RUSH＆DASH!"                                |
| 8.  | "chronicle of sky"                           |
| 9.  | "through the night"                          |
| 10. | "Pray"                                       |
| 11. | "innocent starter"                           |
| 12. | "MC 2"                                       |
| 13. | "Heart-shaped chant"                         |
| 14. | "MC 3"                                       |
| 15. | "Last Scene" (jap. ラストシーン)             |
| 16. | "Crystal Letter"                             |
| 17. | "Take a chance"                              |
| 18. | "POWER GATE"                                 |
| 19. | "SUPER GENERATION"                           |

### DISC-2
| Nr                                                       | Tytuł                                                  |
| -------------------------------------------------------- | ------------------------------------------------------ |
| 1.                                                       | "MASSIVE WONDERS"                                      |
| 2.                                                       | "ETERNAL BLAZE"                                        |
| 3.                                                       | "" (jap. 残光のガイア)                                 |
| 4.                                                       | "Orchestral Fantasia"                                  |
| 5.                                                       | "MC 4"                                                 |
| 6.                                                       | "Sing Forever"                                         |
| * [ENCORE]                                               |                                                        |
| 7.                                                       | "SEVEN"                                                |
| 8.                                                       | "Justice to Believe"                                   |
| 9.                                                       | "MC 5"                                                 |
| 10.                                                      | "Dancing in the velvet moon"                           |
| 11.                                                      | "Level Hi!"                                            |
| 12.                                                      | "MC 6"                                                 |
| * [W/ENCORE]                                             |                                                        |
| 13.                                                      | "Aoi Iro ~a cappella~" (jap. アオイイロ〜a cappella〜) |
| 14.                                                      | "MC 7"                                                 |
| 15.                                                      | "end roll"                                             |
| 16.                                                      | "end roll"                                             |
| * SPECIAL FEATURE："LIVE FORMULA" オーディオコメンタリー |                                                        |

### DISC-3
| Nr                                                                              | Tytuł                                                  |
| ------------------------------------------------------------------------------- | ------------------------------------------------------ |
| * NANA MIZUKI LIVE FORMULA 2007-2008 / 2007.12.24 at SENDAI SUNPLAZA HALL       |                                                        |
| 1.                                                                              | "inside of mind"                                       |
| 2.                                                                              | "BRABE PHOENIX"                                        |
| 3.                                                                              | "Promise on Christmas"                                 |
| * NANA MIZUKI LIVE FORMULA 2007-2008 / 2007.12.31〜2008.1.1 at GRAND CUBE OSAKA |                                                        |
| 4.                                                                              | "Aoi Iro" (jap. アオイイロ)                            |
| 5.                                                                              | "COUNTDOWN 2007-2008"                                  |
| 6.                                                                              | "SUPER GENERATION"                                     |
| 7.                                                                              | "suddenly ~Meguriaete~" (jap. suddenly 〜巡り合えて〜) |
| * MAKING OF LIVE FORMULA                                                        |                                                        |
| * NANA × CHERRY BOYS 座談会                                                     |                                                        |